# Zephyranthes wrightii
Zephyranthes wrightii är en amaryllisväxtart som beskrevs av John Gilbert Baker. Zephyranthes wrightii ingår i släktet Zephyranthes och familjen amaryllisväxter.
Artens utbredningsområde är Kuba. Inga underarter finns listade i Catalogue of Life.